# Jacques Larochelle (chanteur)
 (avril 2011).
Si vous disposez d'ouvrages ou d'articles de référence ou si vous connaissez des sites web de qualité traitant du thème abordé ici, merci de compléter l'article en donnant les références utiles à sa vérifiabilité et en les liant à la section « Notes et références ».
Pour les articles homonymes, voir Jacques Larochelle.
Jacques La Rochelle (Québec, 25 juillet 1920 - 9 octobre 2005) est un chanteur et animateur de télévision canadien, fils du professeur de chant Émile LaRochelle.

## Biographie
Il commence à s'intéresser à l'art vocal dès son jeune âge. À seize ans, il chante à la radio avec le trio LaRochelle, formé d'Émile LaRochelle, son père, ainsi que de sa sœur, Françoise. Il chante aussi comme soliste à plusieurs reprises tant à la radio que sur scène.
Pendant les vacances d'été, il fait ses débuts comme annonceur à CKCV. En 1939, il décide de mettre son talent au service de la fanfare du 22e régiment, alors en tournée de recrutement.
En 1940, il part pour Montréal où il obtient, après audition, un contrat d'un an à CKAC dans le cadre de l'émission Les Amis d'en face. Il crée la chanson-thème Allons ma chérie sois sage sur des paroles et une musique d'André Vadeboncoeur. Cette émission est commanditée par la compagnie Buckley, avec Rolande Désormeaux à l'accordéon.
De retour à Québec, il chante à CKCV et à CHRC puis il obtient le rôle du marquis de Corneville dans l'opérette Les Cloches de Corneville présentée par le Conservatoire national de musique.
À la suite de cette prestation, le Gouvernement du Québec lui accorde une bourse d’étude qui lui permet d'aller parfaire ses études à New York. Il participe alors au concours de l'université Columbia où il obtient une bourse afin d'étudier la mise en scène à l’École d'opéra tout en continuant de prendre des leçons de chant avec le professeur Hower G. Mowe. Cette bourse est renouvelée pendant quatre ans. La quatrième année, il est choisi parmi cinquante-cinq barytons pour créer le rôle de M. Gobineau dans l'opéra The Medium de Gian Carlo Menotti.

Il incarne tour à tour Henry B. dans l'opéra The Mother of us all de Virgil Thomson et le notaire dans Le Barbier de Séville.
En 1948, il donne un récital au palais Montcalm accompagné par Renée Morisset puis part pour l'Europe. À Paris, il chante à la radiodiffusion française, dans l'émission de Jean Nohain Changement de décor et le 24 décembre 1948, chante à la messe de minuit retransmise au Canada par Radio-Canada.
Début 1949, il fait une tournée en Normandie, organisée par Jean Nohain avec Les Compagnons de la chanson et Édith Piaf et part ensuite en Angleterre pour étudier l'oratorio.
De 1949 à 1955, il fait plusieurs émissions à CHRC et aussi à Radio-Canada : Le Réveil rural, à Montréal : L'Heure du concert, Les Soirées de chez-nous etc . Il est aussi artiste invité à un grand nombre d'émissions, de représentations de toutes sortes et participation à diverses activités musicales. Il travaille également comme Directeur de la Discothèque de CHRC.
Gérard Thibault l'engage à titre de chanteur et d'animateur aux cabarets Chez Gérard et À la porte St-Jean où il reçoit de nombreux artistes européens, américains et québécois.
En 1955, il entre à la Télévision de Québec Télé-4, comme chanteur et animateur sur plusieurs émissions dont Méli-Mélo, Tout le monde en place, Panorama, etc. Il travaille aussi à plusieurs émissions d'information et comme chef annonceur pendant cinq ans.
Pendant ce temps, il est aussi maître de chapelle à l'église Saint-Dominique, Saint-Louis-de-France et Saint-Yves.  Il a aussi dirigé la chorale Sainte-Foy et le Chœur des Vieux Noëls pendant 18 ans.
Il cesse ses activités artistiques en 1967 pour entrer au ministère des Communications à titre d'agent d'information où il travaille jusqu'en 1985, date à laquelle il prend sa retraite.